# Element 4. periode
Element 4. periode je eden izmed kemijskih elementov v četrti vrstici (ali periodi) periodnega sistema. Tabela periodnega sistema ima vrstice, ki predstavljajo periode. Položaj elementa v periodnem sistemu je povezan z razporeditvijo elektronov po lupinah, podlupinah in orbitalah. Perioda periodnega sistema, v kateri je element, se ujema s številom lupin, ki jih zasedajo njegovi elektroni. Od leve proti desni se vsakemu naslednjemu elementu poveča število elektronov za ena. Zato se elementi v isti periodi razlikujejo po lastnostih. Vsaka perida se začne z alkalijskim elementom, ki ima en valenčni elektron, in se konča z žlahtnim plinom. Četrta perioda vsebuje 18 elementov, ki se začnejo s kalijem in zaključijo s kriptonom – en element za vsako izmed osemnajstih skupin. Tukaj se prvič pojavi blok d, ki vsebuje prehodne kovine.
Vsi elementi v tej periodi so stabilni, in večina jih je splošno razširjenih v zemeljski skorji in/ali jedru; je zadnja perioda brez nestabilnih elementov.

### Elementi
| Kemični element | Kemični element | Kemični element | Blok   | Elektronska konfiguracija |
| --------------- | --------------- | --------------- | ------ | ------------------------- |
| 19              | K               | Kalij           | blok s | [Ar] 4s1                  |
| 20              | Ca              | Kalcij          | blok s | [Ar] 4s2                  |
| 21              | Sc              | Skandij         | blok d | [Ar] 3d1 4s2              |
| 22              | Ti              | Titan           | blok d | [Ar] 3d2 4s2              |
| 23              | V               | Vanadij         | blok d | [Ar] 3d3 4s2              |
| 24              | Cr              | Krom            | blok d | [Ar] 3d5 4s1 (*)          |
| 25              | Mn              | Mangan          | blok d | [Ar] 3d5 4s2              |
| 26              | Fe              | Železo          | blok d | [Ar] 3d6 4s2              |
| 27              | Co              | Kobalt          | blok d | [Ar] 3d7 4s2              |
| 28              | Ni              | Nikelj          | blok d | [Ar] 3d8 4s2              |
| 29              | Cu              | Baker           | blok d | [Ar] 3d10 4s1 (*)         |
| 30              | Zn              | Cink            | blok d | [Ar] 3d10 4s2             |
| 31              | Ga              | Galij           | blok p | [Ar] 3d10 4s2 4p1         |
| 32              | Ge              | Germanij        | blok p | [Ar] 3d10 4s2 4p2         |
| 33              | As              | Arzen           | blok p | [Ar] 3d10 4s2 4p3         |
| 34              | Se              | Selen           | blok p | [Ar] 3d10 4s2 4p4         |
| 35              | Br              | Brom            | blok p | [Ar] 3d10 4s2 4p5         |
| 36              | Kr              | Kripton         | blok p | [Ar] 3d10 4s2 4p6         |
(*) Izjema glede na Pravilo Madelung